# British Museum Studies in Ancient Egypt and Sudan
Die British Museum Studies in Ancient Egypt and Sudan (BMSAES) sind eine seit 2002 jährlich im Open Access erscheinende Fachzeitschrift, die sich mit dem Alten Ägypten und Sudan sowie deren Rezeption beschäftigt. Obwohl sie vom British Museum herausgegeben wird, besteht kein innerer Zusammenhang zu dessen Beständen.